# Miguel Ortiz Amor

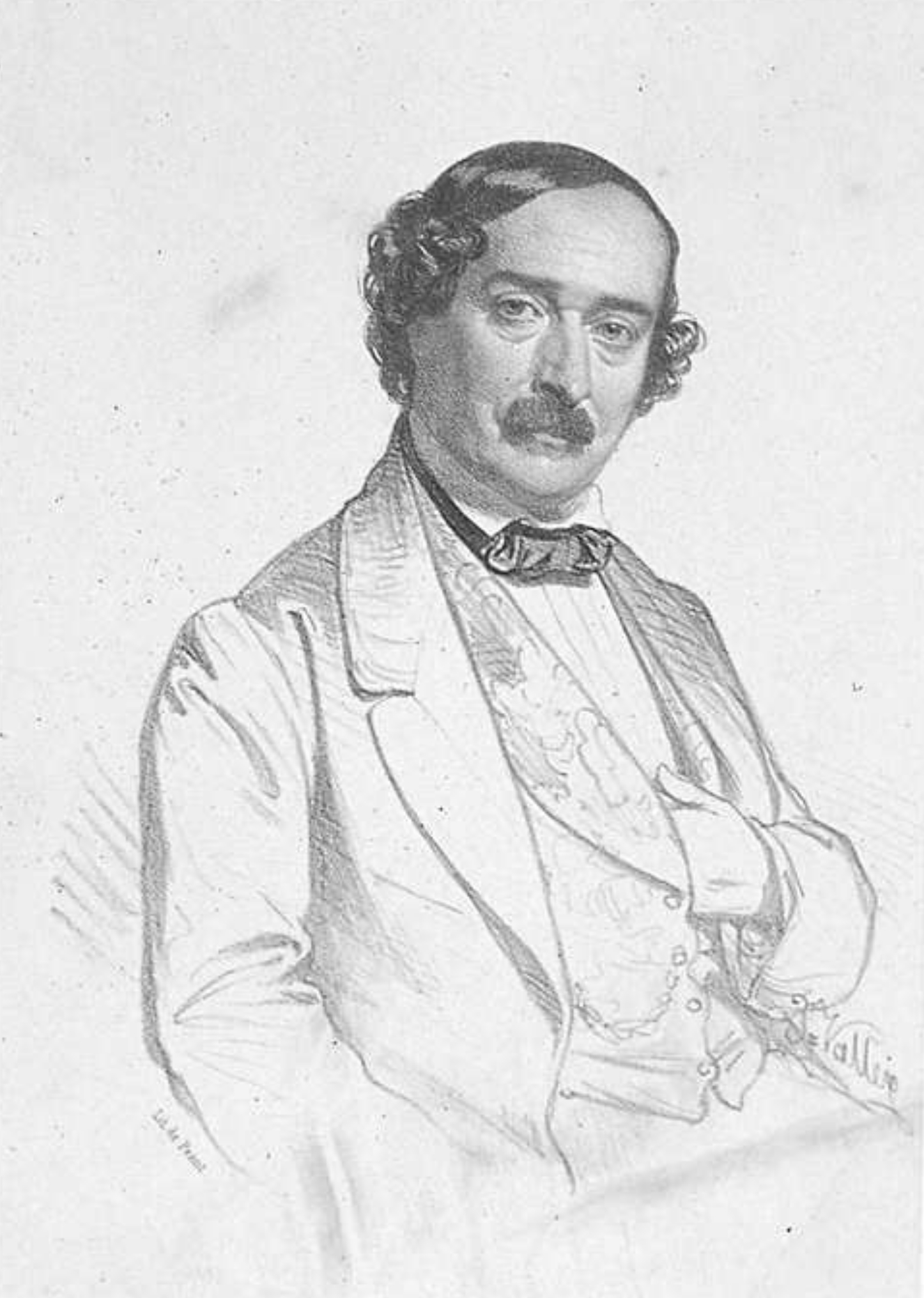
«MIGUEL ORTIZ AMOR / Ex-periodista / y Director Gral. de Estadistica y Notariado en el Ministerio de Gracia y Justicia. / Nació en Madrid. / Centro izquierdo.»

Miguel Ortiz y Amor de la Sierra y Morales (Madrid, 14 de julio de 1805-1873) fue un periodista, político y funcionario español.

## Biografía
Era hijo de Miguel Ortiz, un comerciante hidalgo y natural de la vizcaína Santecilla, aunque residente en Madrid, y de Francisca Amor. Debió ser una familia pudiente, ya que matricularon al niño en el caro colegio privado de San Mateo, dirigido por el ilustre Alberto Lista y fundado en 1821, en pleno apogeo del Trienio Liberal. fue condiscípulo y amigo de Patricio de la Escosura en la Universidad de Madrid; Escosura lo describe así en sus Recuerdos literarios:
Miguel pasaba entre nosotros por consumado diplomático, hábil en superar obstáculos a fuerza de rodeos, en esquivar dificultades, en ocultar a los extraños sus designios, envolviéndose en un misterioso velo, y era, además, sin duda alguna, y lo fue toda su vida, tenazmente perseverante en sus propósitos. Añádanse a esas dotes una fe sincera y entusiasta en las doctrinas liberales y una invencible propensión a la oscuridad y al misterio, y fácilmente se comprenderá cuán a propósito era aquel entonces joven para lo que hacer se había propuesto y realizó efectivamente, en cuanto era posible, y en algo más de lo que él mismo se prometía.
Liberal exaltado y siendo muy joven, en 1823, organizó la sociedad secreta de Los Numantinos con sus amigos Patricio de la Escosura, José de Espronceda, Bernardino Núñez de Arenas y Ventura de la Vega, entre otros que se añadieron después, jurando vengar la muerte de Rafael del Riego. Su alarmado padre decidió enviarlo a la Universidad de Oñate, y luego lo trasladó a la de Valladolid. Cuando la sociedad fue denunciada en 1825, Ortiz huyó a Londres, donde se reunió con Escosura. Pero regresó poco después al convento de capuchinos del Prado para cumplir allí su condena de seis meses. Obtiene el título de bachiller en derecho el 5 de agosto de 1826 por la Universidad de Alcalá de Henares y entró como pasante en el bufete de un abogado de Madrid. Llegó a ser miembro de la Real Academia de Jurisprudencia. Casado, perdió prematuramente a su mujer Mariquita Zabala en 1829, por lo que fue consolado poéticamente por su amigo Mariano José de Larra. A principios de 1828 había sido nombrado intérprete de lengua francesa, inglesa e italiana en el Real Consulado de Madrid al tiempo que seguía estudiando derecho hasta junio de 1831, en que obtuvo el título de abogado. En 1833 era alcalde mayor de Cuéllar, y allí recibió a su antiguo amigo José de Espronceda, que había sido desterrado en tal lugar. Por entonces estaba reforzando las defensas para prevenir los ataques de los carlistas. Fue diputado por Córdoba de 1854 a 1856 (en las Cortes constituyentes del llamado Bienio progresista); de entonces es una litografía que lo retrata.
Fue director general de estadística y notariado en el Ministerio de Gracia y Justicia. Con los trastornos revolucionarios de 1848 fue exiliado a Ibiza. Fue comandante de la Milicia nacional y caballero de la Real y distinguida orden de Carlos III (20 de mayo de 1841), condecorado dos veces con la de San Fernando, con la Cruz de Isabel la Católica y otras. Falleció el 29 de septiembre de 1873.